# Lista chorążych reprezentacji Iraku na igrzyskach olimpijskich
Lista chorążych reprezentacji Iraku na igrzyskach olimpijskich – lista zawodników i zawodniczek reprezentacji Iraku, którzy podczas ceremonii otwarcia nowożytnych igrzysk olimpijskich nieśli flagę Iraku.

## Chronologiczna lista chorążych
| Lp. | Rok i miejsce     | Chorąży             | Dyscyplina           |
| --- | ----------------- | ------------------- | -------------------- |
| 1   | 1948, Londyn      | b. d.               |                      |
| 2   | 1960, Rzym        | b. d.               |                      |
| 3   | 1964, Tokyo       | b. d.               |                      |
| 4   | 1968, Meksyk      | b. d.               |                      |
| 5   | 1980, Moskwa      | b. d.               |                      |
| 6   | 1984, Los Angeles | Ismail Salman       | Boks                 |
| 7   | 1988, Seul        | b. d.               |                      |
| 8   | 1992, Barcelona   | b. d.               |                      |
| 9   | 1996, Atlanta     | Raed Ahmed          | Podnoszenie ciężarów |
| 10  | 2000, Sydney      | Bashar Mohammad Ali |                      |
| 11  | 2004, Ateny       | Hadir Lazame        | Judo                 |
| 12  | 2008, Pekin       | Hamzah Al-Hilfi     |                      |
| 13  | 2012, Londyn      | Dana Abdul Razak    | Lekkoatletyka        |
| 14  | 2016, Rio         | Waheed Karaawi      | Boks                 |
| 15  | 2020, Tokio       | Fatimah Abbas       | Strzelectwo          |
| 15  | 2020, Tokio       | Mohammed Al-Khafaji | Wioślarstwo          |